# ポリビニルピロリドン
ポリビニルピロリドン（Polyvinylpyrrolidone、略称PVP、ポビドンともいう）は、N-ビニル-2-ピロリドンの重合した高分子化合物である。CAS登録番号は[9003-39-8]。多くの合成高分子化合物と異なり水によく溶解するので、この性質を利用して様々な用途に用いられる。

## 合成法
アセチレン、アンモニアおよびホルムアルデヒドからN-ビニル-2-ピロリドンを合成し、これを酸化剤などの存在下で重合させる。

白い粉末で空気中の水分をよく（重量の18%まで）吸収する。水に溶解すると粘性（ニュートン粘性）を示し、乾くとフィルム状になる。これらの性質から様々な用途に用いられる。

## 用途
工業用には水に溶けにくい物質を溶解・分散させるための溶解補助剤・分散剤として用いられる。例えばインクジェットプリンター用インクに添加し、またインクジェット紙やOHPフィルムのコーティングに用いられる。また接着剤（スティック状糊など）に使われる。
化粧品や、錠剤（医薬品または食品）の賦形剤や結合剤などとして使われる。またヨウ素と結合させた水溶液が消毒薬のポビドンヨードである。
さらに保水性を利用してソフトコンタクトレンズの樹脂成分として、また保存・洗浄液に添加して用いられる。

## ポリビニルポリピロリドン
ポリビニルピロリドンによく似たポリビニルポリピロリドン（PVPP、架橋ポリビニルピロリドンともいう。CAS登録番号25249-54-1）はピロリドン部分が架橋された構造を有し、水に完全に不溶な高分子化合物である。食品添加物であるが食品中には残らない。ポリフェノールを特異的に吸着する特性があり、用途としては　ビールの濁りの防止、ワインの変色防止、リンゴなどの果汁の清澄、茶系飲料の渋味低減、樽貯蔵酒類の色度調整などがある。ドイツBASF社のダイバガン、米国ISP社のポリクラール（いずれも製品名）が日本国内に流通しており、日本国内の販売元としては、シンワフーズケミカル、大成化学などがある。日本の食品添加物規格の項目の中には外国の規格よりも厳しい項目が含まれており、海外産のPVPPの規格適合性には留意する必要がある。PVPPの性状は白色の微粉末で嵩比重が0.2程度であるため、作業時の粉じんが著しいが、前出のシンワフーズケミカルでは結着剤フリー（pvpp単独）で顆粒化させた製品を製造販売している。
また東京工業大学池田研究室はPVPPがウラン高選択性吸着性能を持つことを見出し、日本原子力研究開発機構と共同でその特性の解明を行っている。

## 生産メーカー

### 日本
- 第一工業製薬
- 日本触媒
- シンワフーズケミカル（顆粒品）

### 中国
- 博愛新開源製薬